# Emīls Dārziņš
Emīls Dārziņš (3. listopad 1875 Jaunpiebalga – 31. srpen 1910 Riga) byl lotyšský hudební skladatel. Jeho dílo bývá řazeno k romantismu. Vytvořil 17 sborových a 19 sólových písní, jednu symfonickou miniaturu Melancholický valčík (Melanholiskais valsis) a rozepsal jednu operu Růžové dny (Rožainās dienas). Je po něm pojmenována Hudební střední škola Emīlse Dārziņše v Rize.

## Život

### Dětství a mládí
Narodil se v rodině venkovského učitele. Oba rodiče byli velmi muzikální a poskytli mu první hudební vzdělání. Jeho otec byl amatérským hudebníkem a dirigentem místního sboru a naučil Emīlse hrát na klavír. Dārziņšův vztah k hudbě zesílil poté, kdy ve 3 letech téměř přišel o zrak. Byla mu diagnostikována alergie na sluneční záření a téměř 5 let musel žít v tmavé místnosti. Až ve svých 8 letech se mohl vrátit do běžného života a začal také navštěvovat školu.
Dārziņš strávil dětství na venkově a chodil do několika místních škol. Již v té době si oblíbil hudbu L. van Beethovena, P. I Čajkovského a W. A. Mozarta. V 16 letech se mladý Dārziņš přestěhoval do Rigy, kde pokračoval studiem hudby a složil svou první píseň Vy, kopce, vy, údolí (Jūs, kalni, jūs, lejas) určenou pro sbory. O této skladbě se pochvalně vyjádřil tehdejší známý lotyšský skladatel J. Vītols, žák N. A. Rimského-Korsakova. Dārziņšova účast na 4. Všelotyšských svátcích písní a tanců v Jelgavě posílila jeho přesvědčení věnovat se hudbě.

### Tvůrčí období
V roce 1897 Dārziņš začal studovat na konzervatoři v Moskvě, ale studií musel zanechat v důsledku neočekávané nemoci. Poté začal studovat varhanní hru na konzervatoři v Petrohradě, ale kvůli finančním problémům byl nucen i tuto konzervatoř v květnu 1901 opustit, přestože si přivydělával jako učitel hudby. Vrátil se do Rigy, kde začal pracovat jako hudební kritik, publicista, učitel, sbormistr a klavírista. Ve volných chvílích komponoval. "Pracovat pro svůj národ a jeho kulturní bohatství - to bude moje životní motto", napsal v té době v jednom ze svých dopisů.
V listopadu 1903 si Dārziņš vzal za ženu Mariju Deiderovou (Marija Deidere). Manželství nebylo šťastné, částečně i kvůli existenčním problémům a Dārziņšově rostoucí zálibě v alkoholu. Tu posilovaly také negativní, až nepřátelské postoje jiných lotyšských hudebníků k Dārziņšovi. V roce 1906 se manželům narodil syn Volfgangs.
Na začátku roku 1908 byly dvě Dārziņšovy orchestrální skladby hrány v Rize, avšak setkaly se s naprostým odmítnutím a kritikou jiných lotyšských skladatelů. Andrejs Jurjāns ho nazval "diletantem a chvástavým kritikem" a dokonce ho obvinil z plagiátorství. Dārziņš kritiku odmítl a požádal o nezávislý názor respektovaného skladatele, dirigenta a profesora Alexandra Konstantinoviče Glazunova. Ten shledal kritiku Dārziņšovy tvorby neopodstatněnou. Jurjānsovu kritiku Dārziņšovy tvorby však naopak podpořil mj. finský skladatel Jean Sibelius. Pod vlivem tohoto zdrcujícího odsudku se Dārziņš rozhodl zničit všechna svá orchestrální díla, a tak například známý Melancholický valčík (Melanholiskais valsis) byl obnoven až po Dārziņšově smrti.

### Úmrtí
Na konci roku 1908 začal Dārziņš pracovat na opeře Růžové dny (Rožainās dienas), tu však dokončit nestihl. Dne 31. srpna 1910 totiž tragicky zahynul při železničním neštěstí v rižské stanici Zasulauks v pouhých pětatřiceti letech. Dodnes se vedou spory, zda šlo o nehodu, nebo o sebevraždu skokem pod vlak. Emīls Dārziņš je pochován v rižské čtvrti Āgenskalns na hřbitově při luteránském kostele sv. Martina (Mārtiņa kapos).

## Dílo

### Opera
- Růžové dny (Rožainās dienas), 1908 — 1910 (podle divadelní hry lotyšského spisovatele E. Vulfse, nedokončená)

### Symfonická hudba
- Lyrická fantazie (Liriska fantāzija; Fantaisie lyrique), 1901
- Melancholický valčík (Melanholiskais valsis; Valse melancolique), 1904
- Osamělá sosna (Vientuļā priede), 1904
- Malá suita (Mazā svīta; Petite suite), 1906

### Písně pro smíšené sbory
- Mignon (Minjona), 1900 (text J. W. Goethe v překladu R. Blaumanise)
- Měsíc paprsky rozeznívá (Mēness starus stīgo), 1900 (text Aspazija)
- V dálce snů (Sapņu tālumā), 1904 (text Aspazija)
- Dávnověk (Senatne), 1904 (text J. Rainis)
- Zlámané sosny (Lauztās priedes), 1904 (text J. Rainis)
- Sijónské děti (Ciānas bērni), 1906 (text Aspazija)
- Kdybych do Betléma šel (Ja uz Betlēmi es ietu), 1909 — 1910 (text J. Poruks)

### Píseň pro mužské sbory
- Ukolébavka (Šūpļa dziesma), 1905 (text F. Hunhens)

### Píseň pro ženské sbory
- Píseň mořských panen (Nāru dziesma), 1906 (text J. Jaunsudrabiņš)

### Sólové písně s klavírním doprovodem
- Pro mládí (Jaunībai), 1901 (text A. Niedra)
- Ještě růže trháš (Vēl tu rozes plūc), 1901 (text R. Blaumanis)
- Jako potají (Kā zagšus), 1902 (text R. Blaumanis)
- Tebe opustím (Tevi atstāju), 1902 (text E. Gruzīte)
- Mé štěstí (Mana laime), 1903 (text Helgi)
- Tobě červenají tváře (Tev nosarkst vaigi), 1903 (text J. Poruks)
- Matčin duch (Mātes gars), 1903 (text Helgi)
- Navzdory bolesti (Sāpju spītes), 1904 (text J. Poruks)
- Jen jednou (Kaut reizi vien), 1904 (text J. Poruks)
- Pověz tu hodinu, tu chvíli (Teici to stundu, to brīdi), 1905 (text J. Poruks)
- Až budou slzy vyplakané (Kad būs as’ras izraudātas), 1905 (text J. Poruks)
- Matčina písnička (Mātes dziesmiņa), 1905 (text J. Poruks)
- Španělská romance (Spāniešu romance), 1905 (text A. S. Puškin v úpravě V. Plūdonise)
- Prodavačka růží (Rožu pārdevēja), 1906 (text J. Poruks)
- Zavři očka a usměj se (Aizver actiņas un smaidi), 1907 (text J. Poruks)
- Odevzdanost (Rezignācija), 1907 (text V. Plūdonis)
- U okna v zimní noci (Pie loga ziemas naktī), 1907 (text J. Poruks)
- Ztracené štěstíčko (Pazudusi laimīte), 1907 (text Zemgaliešu Biruta)
- Suleika, 1907 (text V. Dambergs)